# Shoot 'Em Up
Shoot 'Em Up is een Amerikaanse actiefilm met een knipoog uit 2007. Regisseur Michael Davis schreef zelf het scenario. De productie ging in première op de stripbeurs San Diego Comicon. Zowel de film als hoofdrolspeler Clive Owen werden genomineerd voor een Satellite Award.

## Verhaal
Wanneer Mr. Smith (Clive Owen) op een bankje een wortel zit te eten ziet hij een bloedende zwangere vrouw (Ramona Pringle) in paniek voorbij rennen. Hij kijkt vreemd op, maar denkt er alleen het zijne van. Als er even later bewapende mannen voorbij komen die achter haar aan zitten, is het zijn eer te na om niet in te grijpen. Hoewel Smith uitzonderlijk bedreven blijkt met vuurwapens, blijven de hordes mannen komen, ook nadat de vrouw een kogel in haar hoofd krijgt.
Het blijkt de moordenaars te doen om de baby, waarvan de vrouw gedurende de gewelddadigheden is bevallen. Smith kan het mannetje niet achterlaten en probeert het samen met prostituee Donna Quintano (Monica Bellucci) in veiligheid te brengen. Ondertussen probeert hij erachter te komen waarom de ultramodern bewapende bende onder leiding van Karl Hertz (Paul Giamatti) het op het jongetje voorzien heeft. Het blijkt te gaan om zijn beenmerg. De baby is er een van meerdere die 'gefokt' zijn bij verschillende moeders, om zo geschikt beenmerg te kweken dat een presidentskandidaat het leven moet redden. Deze wil echter het recht op wapenbezit in Amerika aan banden leggen, waardoor een grote wapenfabrikant het mannetje koste wat kost uit de weg wil ruimen.

## Rolverdeling
- Clive Owen - Mr. Smith
- Paul Giamatti - Karl Hertz
- Monica Bellucci - Donna "D.Q." Quintano
- Stephen McHattie - Hammerson
- Greg Bryk - Lone Man
- Daniel Pilon - Senator Rutledge
- Sidney Mende-Gibson - Baby Oliver
- Lucas Mende-Gibson - Baby Oliver
- Kaylyn Yellowlees - Baby Oliver
- Ramona Pringle - Baby's Moeder
- Julian Richings - Hertz's Driver
- Jason Reso - Senator's Bewaker
- Tony Munch - Man Who Rides Shotgun